# دانيال ماغدا
دانيال ماغدا (25 نوفمبر 1997 بسلوفاكيا - ) هو لاعب كرة قدم سلوفاكي في مركز الدفاع.

## وصلات خارجية
- دانيال ماغدا على موقع قاعدة بيانات كرة القدم.إي يو (الإنجليزية)
- دانيال ماغدا على موقع Soccerway.com (الإنجليزية)